# Fabriciana pseudocleodoxa
Fabriciana pseudocleodoxa är en fjärilsart som beskrevs av Ruggero Verity 1922. Fabriciana pseudocleodoxa ingår i släktet Fabriciana och familjen praktfjärilar. Inga underarter finns listade i Catalogue of Life.